# Швидкісна характеристика двигуна

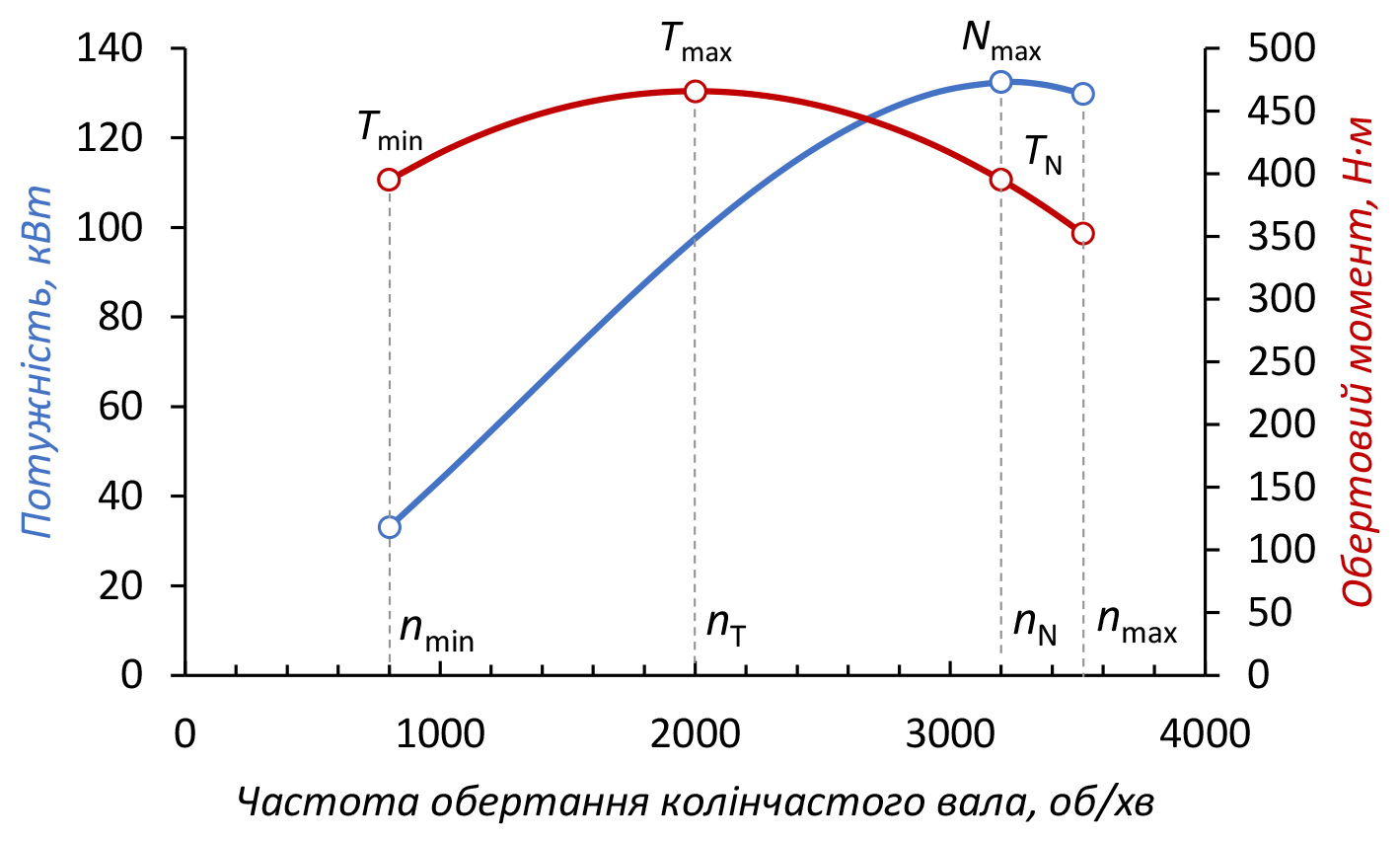
Перебіг потужності та обертового моменту бензинового двигуна

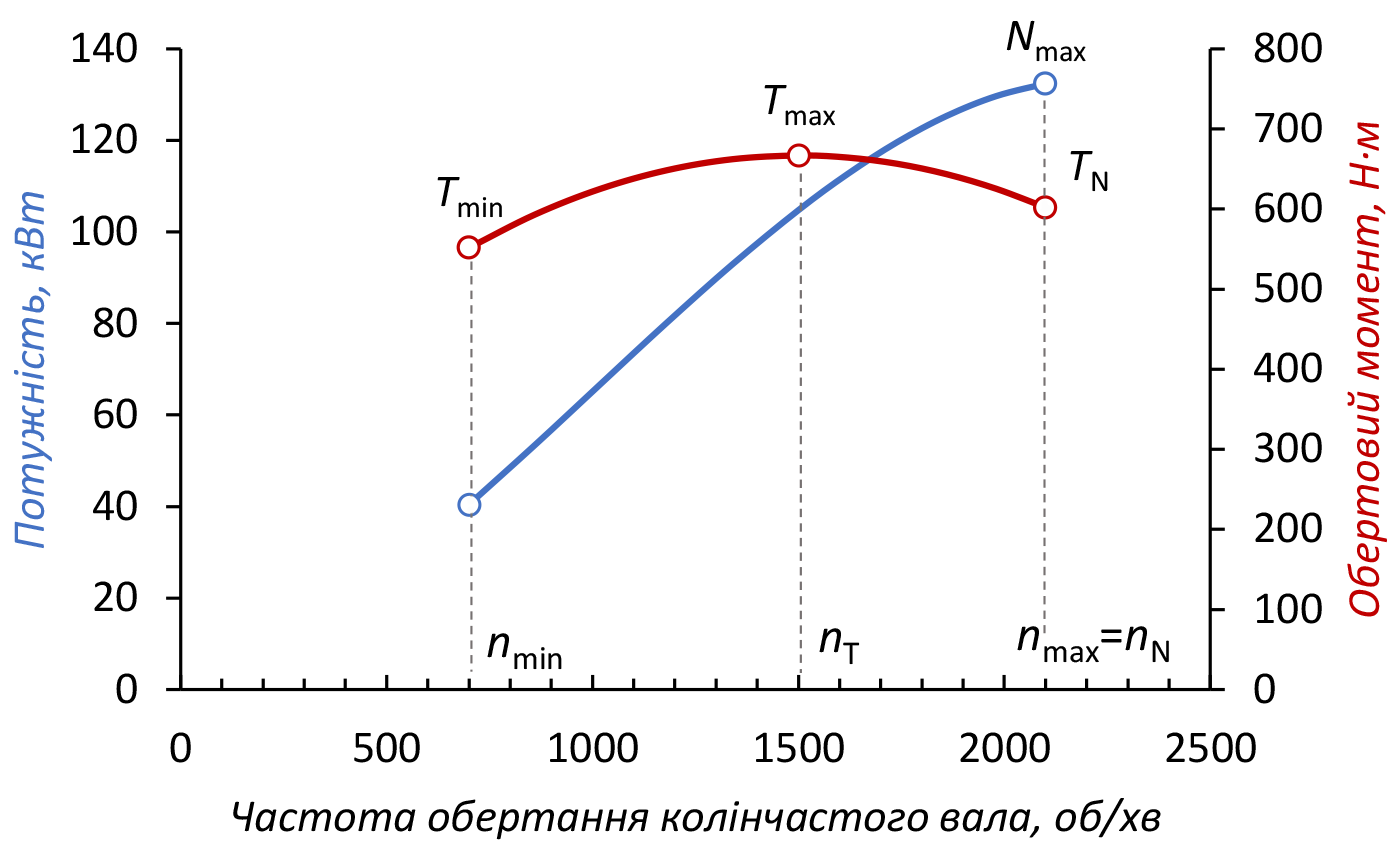
Зовнішня швидкісна характеристика дизельного двигуна. Видно, що максимальна потужність розвивається на максимальних обертах

Швидкісна характеристика двигуна — залежність основних показників роботи двигуна від частоти обертання (кутової швидкості) колінчастого вала. Отримана при повній подачі палива характеристика називається зовнішньою, при певній неповній сталій подачі палива — частковою. Основними показниками роботи ДВЗ є ефективні потужність та обертовий момент, питома та годинна витрати палива тощо. Отримується швидкісна характеристика випробовуванням двигуна на спеціальних гальмівних стендах чи шляхом розрахунків.
Характерними точками швидкісної характеристики є:
- Мінімальна стійка частота обертання колінчастого вала {\displaystyle n_{min}} (відрізняється від частоти холостого ходу — є дещо більшою за неї);
- Максимальний ефективний обертовий момент {\displaystyle T_{max}} та частота обертання колінчастого вала {\displaystyle n_{T}} при котрій він досягається;
- Максимальна ефективна потужність {\displaystyle N_{max}} та частота обертання колінчастого вала {\displaystyle n_{N}} при якій вона досягається;
- Обертовий момент при максимальній потужності {\displaystyle T_{N}};
- Частота обертання колінчастого вала при найменшій питомій витраті палива;
- Максимальна частота обертання колінчастого вала {\displaystyle n_{max}} («червона лінія»).[1][2]

Важливими показниками динамічних властивостей двигуна є коефіцієнти пристосованості.
Коефіцієнт пристосовуваності за обертовим моментом визначається як відношення максимального обертового моменту двигуна {\displaystyle T_{max}} до обертового моменту при максимальній потужності {\displaystyle T_{N}}:
Припустимо, автомобіль рухається по рівній горизонтальній дорозі. Набираючи швидкість збільшуватиметься частота обертання колінчастого вала його двигуна. Якщо ж автомобіль рухатиметься на підйом, то частота обертання колінчастого вала зменшуватиметься, але при цьому зростатиме обертовий момент — двигун пристосовуватиметься до зміни опору руху. Інакше кажучи — цей коефіцієнт характеризує запас обертового моменту для долання опорів руху. Для дизельних двигунів він становить 1,05—1,15 (запас обертового моменту 5–15 %), бензинових 1,1—1,4 (10–40 %).
Коефіцієнт пристосованості за частотою обертання визначається як відношення частоти обертання при максимальній потужності до частоти обертання при максимальному обертовому моменті (або кутових швидкостей):
Велике значення коефіцієнта пристосованості за частотою обертання означає що на кожній з передач автомобіль розвиває великий діапазон швидкостей (не потрібно часто перемикати передачі).
З точки зору швидкісної характеристики ДВЗ малопридатний для застосування на транспорті. Між нулем та мінімальною стійкою частотою обертання колінчастого вала є прогалина, максимальний обертовий момент ДВЗ є меншим за потрібний для руху автомобіля, а частота обертання колінчастого вала значно більша за потрібну. Ідеальний же перебіг обертового моменту нагадує гіперболу, причому на низьких обертах наявне велике значення моменту. Тому в конструкції механічної трансмісії наявні зчеплення (компенсує прогалину), головна передача (забезпечує постійне збільшення обертового моменту за рахунок зменшення частоти обертання), коробка передач (забезпечує зміну обертового моменту залежно від опору руху, за рахунок того ж зменшення частоти обертання). У гідромеханічній трансмісії є гідротрансформатор (компенсує прогалину й збільшує у певному діапазоні обертовий момент) з механічним редуктором.
Зовнішня швидкісна характеристика бензинового двигуна відрізняється від дизельного. Як правило у дизеля частота обертання при максимальній потужності є максимальною частотою двигуна. У бензинового є падіння потужності після певних обертів. Пояснюється це погіршенням наповнення циліндрів, зростанням сил опору руху поршня. Обертовий момент дизельного двигуна на 15–20 % аніж у аналогічного за потужністю бензинового двигуна і досягається він при менших обертах. Крива обертового моменту дизеля має меншу кривизну. Як правило дизельні двигуни відрізняються меншим діапазоном частоти обертання колінчастого вала (600–4000 об/хв, проти 700–6500 об/хв у бензинового).

### Розрахунок наближеної зовнішньої швидкісної характеристики
Для оцінки динамічних властивостей двигуна чи виконання тягово-швидкісних розрахунків доцільно користуватись зовнішньою швидкісною характеристикою, отриманою експериментально. При її відсутності користуються наближеною характеристикою, отриманою за відомими максимальними потужністю {\displaystyle N_{max}}, обертовим моментом {\displaystyle T_{max}} та обертами при яких вони розвиваються {\displaystyle n_{N}} та {\displaystyle n_{T}}.

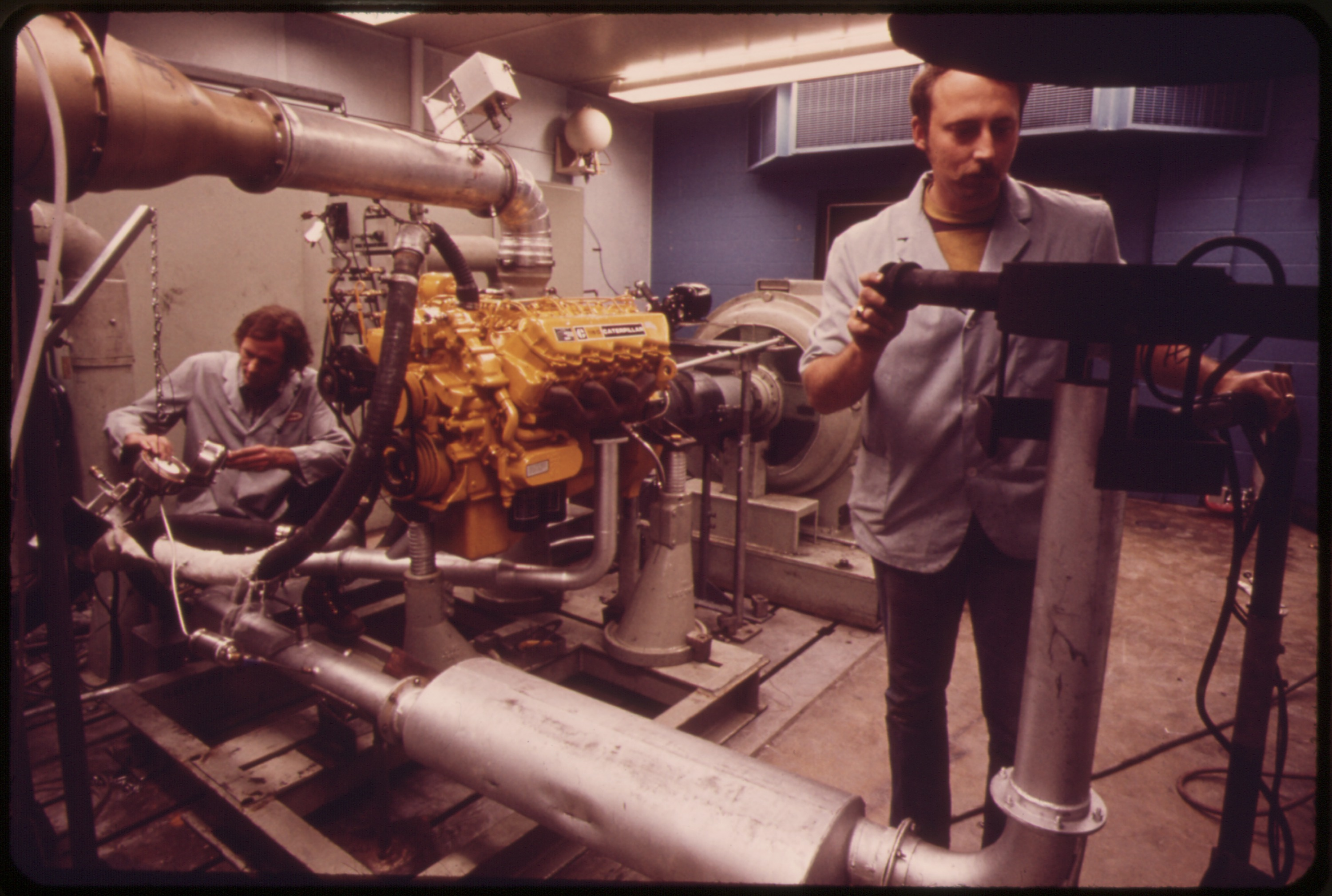
Випробовування двигуна

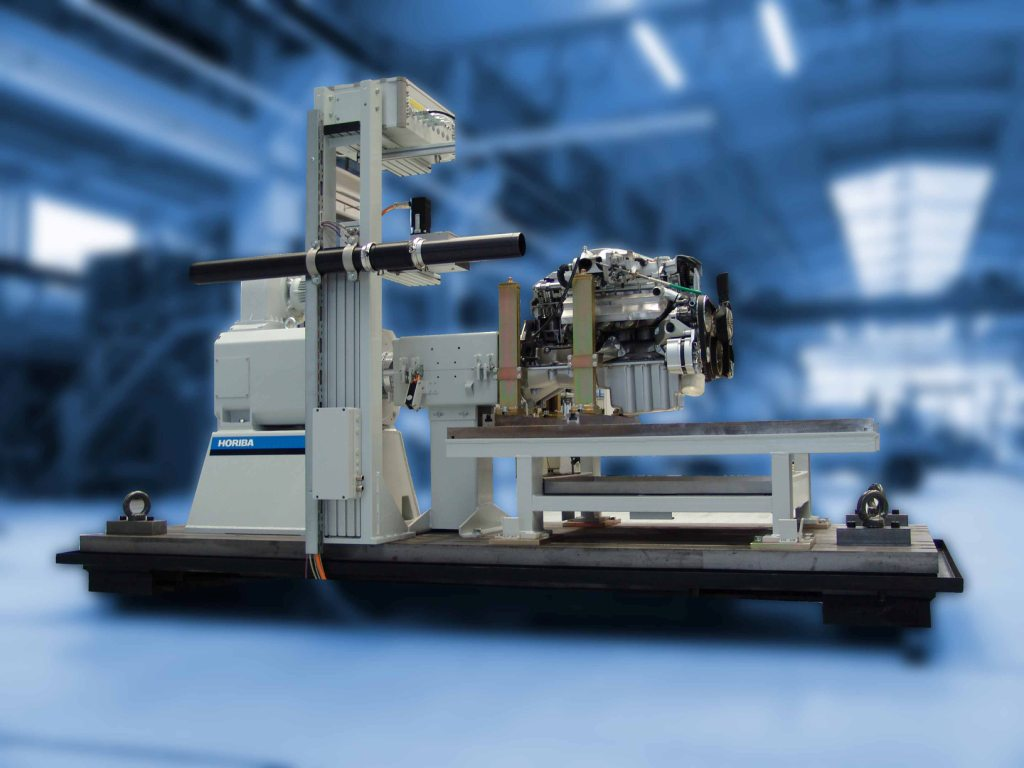
Стенд для випробовування двигуна

Криві потужності та обертового моменту отримують з наступних формул:
{\displaystyle N_{e}=a\cdot N_{1}\cdot \omega _{e}+b\cdot N_{2}\cdot \omega _{e}^{2}+c\cdot N_{3}\cdot \omega _{e}^{3};}

{\displaystyle T_{e}=N_{e}/\omega _{e}=a\cdot N_{1}+b\cdot N_{2}\cdot \omega _{e}+c\cdot N_{3}\cdot \omega _{e}^{2};}

де {\displaystyle a,b,c,N_{1},N_{2},N_{3}} — розрахункові коефіцієнти:
{\displaystyle a={\frac {k_{\omega }\cdot k_{T}\cdot (2-k_{\omega })-1}{k_{\omega }\cdot (2-k_{\omega })-1}};}
{\displaystyle b=-{\frac {2\cdot k_{\omega }\cdot (k_{T}-1)}{k_{\omega }\cdot (2-k_{\omega })-1}};}
{\displaystyle c={\frac {k_{\omega }^{2}\cdot (k_{T}-1)}{k_{\omega }\cdot (2-k_{\omega })-1}};}
{\displaystyle N_{i}={\frac {N_{max}}{n_{N}^{i}}}.}
Вищенаведені коефіцієнти пристосовуваності за моментом {\displaystyle k_{T}} та частотою обертання {\displaystyle k_{\omega }}:
{\displaystyle k_{T}=T_{max}/T_{N}=T_{max}/(N_{max}/\omega _{N});}

{\displaystyle k_{\omega }=n_{\omega }/n_{T}.}
При правильному розрахунку коефіцієнтів Лейдермана, їх сума повинна дорівнювати одиниці: {\displaystyle a+b+c=1.}
Мінімальну стійку частоту обертання колінчастого вала {\displaystyle n_{min}} можна прийняти рівною:
- для бензинового двигуна — четверті максимальної частоти обертання {\displaystyle n_{min}=n_{max}/4};
- для дизельного — третині максимальної частоти обертання {\displaystyle n_{min}=n_{max}/3}.

Максимальна частота обертання колінчастого вала дизельного двигуна рівна частоті обертання при максимальній потужності {\displaystyle n_{max}=n_{N}}, а для бензинового вища на 10-20 %: {\displaystyle n_{max}=1,1...1,2\cdot n_{N}}.
Для розрахунків значення частот обертання ({\displaystyle n_{e}}, об/хв) слід перетворити у кутову швидкість ({\displaystyle \omega _{e}}, рад/с):
{\displaystyle \omega _{e}=\pi \cdot n_{e}/30}
При реальних стендових випробовуваннях отримують криву обертового моменту, яку подальшими математичними розрахунками (множенням значень моменту на відповідну кутову швидкість) перетворюють у криву потужності. Аналогічно поділивши отримані значення годинної витрати палива на відповідні значення ефективної потужності отримують питому витрату палива (витрату на одиницю потужності за годину).

## Характеристика холостого ходу

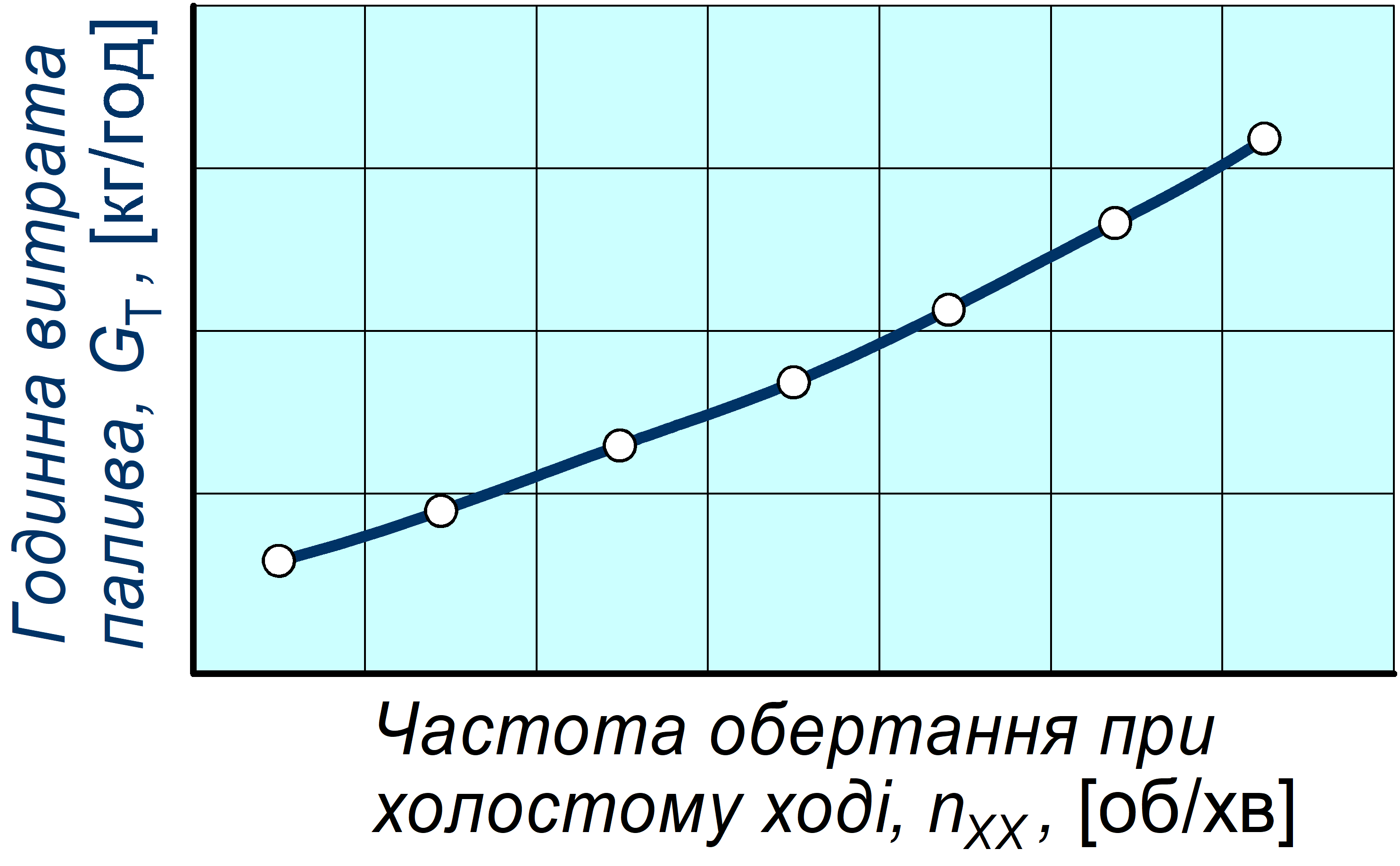
Характеристика холостого ходу ДВЗ: графічне відображення залежності годинної витрати палива від частоти обертання колінчастого вала при марному ході

Частковим випадком швидкісної характеристики двигуна є характеристика холостого ходу. Вона показує залежність годинної витрати палива ДВЗ від частоти обертання колінчастого вала за відсутності навантаження (при марному ході). Характеристику знімають для визначення максимальної та мінімальної частот обертання колінчастого вала та годинної витрати палива на холостому ході.
Характеристика холостого ходу дорівнює зовнішній швидкісній характеристиці, коли ефективні потужність, обертовий момент та тиск рівні нулю. На режимі холостого ходу вся індикаторна потужність витрачається на подолання внутрішніх механічних втрат. Економічність двигуна на цьому режимі характеризується тільки значеннями годинної витрати палива, оскільки величина питомої витрати прямує до нескінченості.